# موتور در محمد
موتور در محمد یک روستا در ایران است که در استان سیستان و بلوچستان واقع شده است.